# اروین فاندنبرگ
آروین فاندنبرگ (به انگلیسی: Erwin Vandenbergh) بازیکن فوتبال اهل بلژیک و عضو پیشین تیم ملی فوتبال بلژیک است که در تاریخ ۱۹ دسامبر ۱۹۷۹ میلادی اولین بازی ملی‌اش را مقابل تیم ملی فوتبال اسکاتلند انجام داد. او در ۴۸ بازی ملی حضور داشت و جمعاً ۴۰۲۸ دقیقه برای تیم ملی فوتبال بلژیک به میدان رفت. آروین فاندنبرگ آخرین بازی ملی خود را در تاریخ ۲۷ مارس ۱۹۹۱ میلادی در برابر تیم ملی فوتبال ولز انجام داد. وی در بازی‌های ملی‌اش ۲۰ گل به ثمر رساند.